# 神戸氏
神戸氏（かんべし）は、日本の氏族の一つ。

## 桓武平氏関氏流の神戸氏
桓武平氏関氏流の神戸氏（かんべし）は、伊勢国河曲郡神戸郷を発祥とする豪族。桓武平氏と言われ関氏の一族にあたる。

## 歴史
関氏第6代関盛政が正平22年（1367年）に領内を5人の子供に分家させたうちの長男・盛澄が領地の神戸郷を名乗ったことから始まる。『姓氏家系大辞典』では桓武平氏関氏流の神戸氏の初期について、多くの諸説があり真相をうかがい知ることは難しいと述べている。
伊勢国司6代北畠材親の子（5代北畠政郷の子という説もある）が神戸氏第4代神戸具盛（号は楽三）として養子に入ると、北畠氏と結んで北伊勢を中心に勢力を伸張し、本家である関氏と並ぶ勢力を築き上げた。
しかし年月が経つに連れ北畠氏との関係も薄くなり、また地理的に近い近江の六角氏の圧迫もあり、第7代神戸具盛（友盛ともいう）は日野城主蒲生定秀の娘を娶り、関氏と共に六角氏に臣従する。
永禄11年（1568年）に織田信長の侵攻を受けると、当主である第7代具盛は信長から提示された信長の三男・三七丸（後の織田信孝）を養子に迎える条件をのんで和睦し、以後は織田氏の武将として活動した。
具盛は養子として迎えた三七丸を冷遇したが、そのことが信長に露見したため元亀2年（1571年）に近江日野城に幽閉されて事実上の隠居状態にされてしまい、元亀3年（1572年）に三七丸が15歳で元服し神戸信孝を名乗り神戸氏当主となる。
しかし天正10年（1582年）本能寺の変で信長が斃（たお）れると、跡目を狙った信孝は織田姓に復してしまう。
信孝敗死後、織田信雄の家老、林与五郎（林正武）が神戸城主となると、与五郎は嫡子十蔵に信孝の室（具盛の娘）を嫁がせ、神戸氏の名跡を継がせると共に自身も神戸姓を名乗った。
その後、神戸与五郎父子は蒲生氏郷に神戸城を追われ、美濃加賀の井で羽柴軍に敗れた。
慶長5年（1600年）に具盛が安濃津で客死して、神戸家は絶家となった。
その後、第4代神戸具盛の男系子孫で、蒲生氏に仕え高島姓を名乗っていた政房が神戸姓を名乗り神戸政房となって神戸家を復興し、子の良政が紀州徳川家に仕えて『勢州軍記』などを著した（系譜を参照のこと）。
この系統は大阪に移住し、現在まで続いている。

## 歴代当主
1. 神戸盛澄
2. 神戸実重
3. 神戸為盛
4. 神戸具盛（楽三）
5. 神戸長盛
6. 神戸利盛
7. 神戸具盛（友盛）
8. 神戸信孝（織田信孝）